# Xã Shafer, Quận Chisago, Minnesota
Xã Shafer (tiếng Anh: Shafer Township) là một xã thuộc quận Chisago, tiểu bang Minnesota, Hoa Kỳ. Năm 2010, dân số của xã này là 1.048 người.